# 新半斤八兩
《新半斤八兩》是1990年上映的一部香港喜劇電影，由陳欣健執導，許氏兄弟許冠文、許冠英、許冠傑等主演，許冠傑之子許懷欣亦有亮相。內容題材觸及1990年代香港社會的問題，譬如：八卦雜誌（狗仔隊）、明星緋聞、美容隆胸、卡啦OK等新興事物；是許冠文其中一部反映香港社會現象的喜劇作品。許冠文憑本片獲提名第10屆香港電影金像獎最佳男主角。

## 劇情
老許（許冠文 飾）是《內幕》周刊的總編輯，雜誌因內容過份正經而銷量不振，雜誌社面臨倒閉。於拳館教拳的喪標（許冠傑 飾）剛被辭退，來到雜誌社應徵，提出應該轉型做娛樂周刊，以女星靈異經歷及緋聞為題，老許接納，二人連同雜誌社職員烏蠅（許冠英 飾）一同出動，去捏造可用作頭條的八卦新聞。
三人鎖定了娛樂圈清純玉女珊珊（洪欣 飾）嫁給珠寶大王兒子一事，打算跟蹤拍下她做隆胸手術的照片炒作，然而珊珊到美容院只是護膚，三人又裝傻扮瘋，利用珊珊的同情心親近她，成功拍下標與珊珊的假親密照，打算用以報導她偷會情夫。
於印刷前一晚，標和烏蠅良心發現，奪走了照片和底片，到珊珊的訂婚宴會交還給她。豈料遇上綁匪打劫會場，以珊珊性命要脅未婚夫交出旗下店舖的所有珠寶。三人拍下了大量搶劫現場的照片。後來未婚夫不肯交出財產，使珊珊命懸一線，幸得功夫了得的標出手相助，擊退綁匪。最後雜誌社憑著搶劫現場的報導大翻身，賣得大紅大紫。想要出境潛逃的劫匪餘黨也隨之落網，老許等人獲警察頒發好市民獎及獎金。

## 角色
| 演員   | 角色   | 身份                                           | 粵語配音 |
| ------ | ------ | ---------------------------------------------- | -------- |
| 許冠文 | 老許   | 《內幕》雜誌社老闆                             | 許冠文   |
| 許冠傑 | 喪標   | 曾任售貨員、的士司機及拳師，現為雜誌社新任員工 | 許冠傑   |
| 許冠英 | 烏蠅   | 雜誌社員工                                     | 許冠英   |
| 洪欣   | 張珊珊 | 娛樂圈玉女，即將嫁給珠寶大王兒子               |          |
| 毛舜筠 | 何雅祺 | 業主                                           | 毛舜筠   |
| 葉榮祖 | 錦叔   | 雜誌社員工                                     |          |
| 劉小慧 | 萍萍   | 雜誌社員工                                     |          |
| 羅冠蘭 | 蘭姐   | 雜誌社員工                                     |          |
| 鄭敬基 | 阿生   | 雜誌社員工                                     |          |
| 劉兆銘 | 順哥   | 劫匪頭領                                       | 劉兆銘   |
| 李海生 | 未具名 | 劫匪                                           | 李海生   |
| 太保   | 未具名 | 龍虎武師                                       |          |
| 曾近榮 | 梁主任 | 銀行職員                                       | 曾近榮   |
| 余倩雯 | 梅芳芳 | 天后                                           |          |
| 袁信義 |        | 武館師傅                                       |          |
| 劉錫賢 |        | 武館學生                                       |          |
| 李司棋 | 未具名 | 老許妻子                                       |          |
| 秦沛   | 龐醫生 | 整容醫生                                       | 秦沛     |
| 陳家碧 | 未具名 | 美容院接待員                                   |          |
| 許冠武 | 未具名 | 警司                                           |          |
| 許懷欣 | 未具名 | 滑板仔                                         |          |
| 趙潤勤 | 李羅拔 | 張珊珊未婚夫                                   |          |
| 苑瓊丹 | 未具名 | 珊珊婚禮嘉賓之一                               |          |

## 獎項
| 年份 | 頒獎典禮             | 獎項       | 名單   | 結果 |
| ---- | -------------------- | ---------- | ------ | ---- |
| 1991 | 第10屆香港電影金像獎 | 最佳男主角 | 許冠文 | 提名 |

## 電影歌曲
- 主題曲《話知你97》主唱：許冠傑
- 插曲《兩個寂寞人》主唱：許冠傑

## 錄像發行
- 「新半斤八兩」曾經推出VHS、LD、VCD、DVD，另有日本版DVD，均已絕版。
- 「新半斤八兩」的35mm底片經過高清掃描，修復版藍光碟已於2015年4月推出，分別有單碟版和「許氏兄弟喜劇時代系列」珍藏盒裝兩個版本。 修復版藍光碟收錄原裝預告片，和全新拍攝的40分鐘回顧特輯「走進老許記」，出席嘉賓包括陳欣健導演、高志森、許懷欣、許冠文、黃子華、陳德森、周梁淑怡等幕後精英。

## 花絮
- 本片為許冠文、許冠武（客串）、許冠英、許冠傑四兄弟繼十四年前1976《半斤八兩》1978《賣身契》及1981《摩登保鏢》後再次合演之作，但故事內容跟舊作《半斤八兩》沒有任何關係，四人再次合體演出，據說主要是應許氏兄弟父親許世昌要求而匆匆籌備拍攝，所以票房及口碑祗屬一般，跟76年版《半斤八兩》成績相差甚遠。

## 外部連結
- 香港影庫上《新半斤八兩》的資料（繁體中文）
- 開眼電影網上《新半斤八兩》的資料（繁體中文）
- 豆瓣电影上《新半斤八兩》的資料 （简体中文）
- 时光网上《新半斤八兩》的資料（简体中文）
- 互联网电影数据库（IMDb）上《新半斤八兩》的资料（英文）